# Cairoli
Cairoli (Castello) – stacja metra w Mediolanie, na linii M1. Znajduje się na largo Benedetto Cairoli w Mediolanie i zlokalizowana jest pomiędzy stacjami Cordusio a Cadorna. Została otwarta w 1964.